# Duolingo
Duolingo /ˌduːoʊˈlɪŋɡoʊ/ és una plataforma d'aprenentatge virtual d'idiomes i traducció. El servei està dissenyat perquè mentre els usuaris van aprenent ajuden a traduir webs i altres documents. El 2014 Duolingo oferia cursos de castellà, francès, alemany, portuguès brasiler, italià, holandès, danès i irlandès per a parlants d'anglès. Així mateix ofereix cursos d'anglès per a parlants de castellà, francès, alemany, portuguès, italià, holandès, rus, polonès, turc, hongarès, romanès, japonès, hindi, indonesi i coreà. A la plataforma s'hi pot accedir via la interfície web o amb una aplicació mòbil específica, sigui per a telèfons intel·ligents o tauletes tàctils.
A 2023, la interfície de la pàgina i de l'aplicació està en diversos idiomes, però no català. El català, en canvi, es pot aprendre a partir del castellà (però no a partir d'altres idiomes).

## Història
El projecte fou iniciat pel professor Luis von Ahn i l'estudiant de postgrau Severin Hacker. En el desenvolupament s'utilitzà principalment el llenguatge Python i hi participaren Antonio Navas, Vicki Cheung, Marcel Uekermann, Brendan Meeder, Hector Villafuerte i Jose Fuentes. Originàriament el projecte fou patrocinat mitjançant la Beca MacArthur atorgada a Luis von Ahn en 2006 i una beca de la National Science Foundation dels EUA.
Duolingo va iniciar el període de proves el 30 de novembre de 2011, acumulant una llista d'espera de més de 300.000 usuaris. El llançament públic es va realitzar el 19 de juny de 2012 i el 2013 va ser elegida app de l'any per iPhone, la primera vegada que aquest honor anava a una aplicació d'educació. La plataforma ha assolit una gran notorietat i popularitat amb fins a 25 milions d'usuaris a data de 2014.

## La Incubadora d'Idiomes

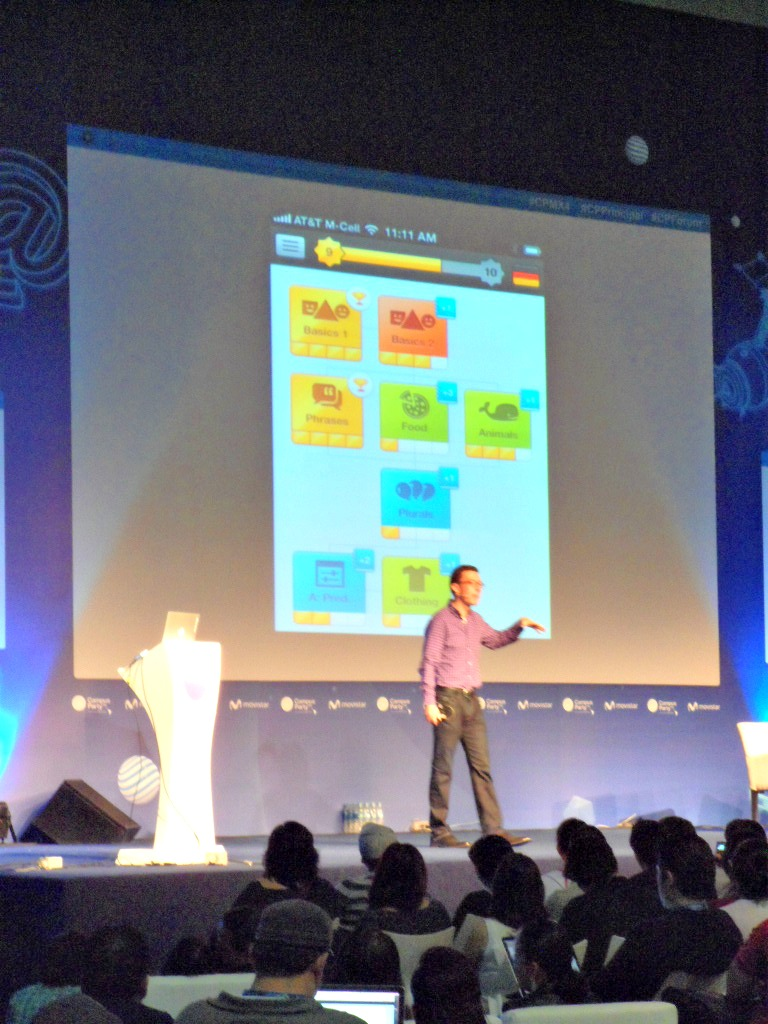
Luis von Ahn parlant sobre el projecte Duolingo en una presentació.

En comptes d'anar afegint lentament més cursos d'idiomes, Luis von Ahn va anunciar el 29 de maig del 2013 que es crearien les eines necessàries per a la comunitat per a construir nous cursos d'idiomes, amb l'esperança d'introduir noves llengües i "incentivar a altres experts i gent apassionada sobre un idioma específic a seguir el camí".
El resultat va ser la Incubadora d'Idiomes, llançada el 9 d'octubre del 2013. A part d'ajudar a la comunitat a una construcció ràpida de cursos d'idiomes, la Incubadora té també l'objectiu d'ajudar a preservar llengües mortes o amenaçades, com ara el llatí o el basc. El primer curs totalment realitzat per la comunitat de Duolingo a través de la Incubadora va ser el curs d'anglès per a parlants de rus, el qual va arribar a la versió en beta el 19 de desembre del 2013. Des del seu llançament, s'han realitzat més de 40 cursos d'aquesta manera.
Qualsevol persona pot participar en la construcció d'un curs, pel qual ha de postular-se en la pàgina oficial de la Incubadora. Allà el postulant tria quin idioma desitja ajudar a ensenyar i per a quins parlants natius. Existeixen únicament tres condicions que, segons Duolingo, ha de complir un col·laborador: ser bilingüe, compromès i apassionat. El lloc web requereix un text bilingüe creat pel postulant per a comprovar les seves habilitats en tots dos idiomes.

## Cursos
Els cursos d'idiomes que ofereix Duolingo poden separar-se en tres grups o fases, segons el grau de desenvolupament de cada grup:
- Incubant: Cursos que recentment han començat a desenvolupar-se.
- En beta: Cursos que han assolit un grau de desenvolupament que permet el seu llançament com versió de prova, mentre que és possible reportar errors i suggeriments.
- Estable: Cursos que s'han desenvolupat per complet. Tot i així poden contenir errors però en menor mesura.

| A partir del | Estats Units | Espanya | Alemanya | França | Itàlia | Brasil | Països Baixos | Suècia | Rússia | Irlanda | Turquia | Dinamarca | Noruega | Polònia | Esperanto | Ucraïna | Catalunya | Israel | Gal·les | Vietnam | Hongria | Grècia | Paraguai | Romania | República Txeca | Tanzània | Índia | Corea del Sud | Indonèsia |  |
| ------------ | ------------ | ------- | -------- | ------ | ------ | ------ | ------------- | ------ | ------ | ------- | ------- | --------- | ------- | ------- | --------- | ------- | --------- | ------ | ------- | ------- | ------- | ------ | -------- | ------- | --------------- | -------- | ----- | ------------- | --------- |  |
| Alemany      |              |         | x        |        |        |        |               |        |        |         |         |           |         |         |           |         |           |        |         |         |         |        |          |         |                 |          |       |               |           |  |
| Àrab         |              |         |          |        |        |        |               |        |        |         |         |           |         |         |           |         |           |        |         |         |         |        |          |         |                 |          |       |               |           |  |
| Bengalí      |              |         |          |        |        |        |               |        |        |         |         |           |         |         |           |         |           |        |         |         |         |        |          |         |                 |          |       |               |           |  |
| Txec         |              |         |          |        |        |        |               |        |        |         |         |           |         |         |           |         |           |        |         |         |         |        |          |         | x               |          |       |               |           |  |
| Xinès        |              |         |          |        |        |        |               |        |        |         |         |           |         |         |           |         |           |        |         |         |         |        |          |         |                 |          |       |               |           |  |
| Coreà        |              |         |          |        |        |        |               |        |        |         |         |           |         |         |           |         |           |        |         |         |         |        |          |         |                 |          |       | x             |           |  |
| Castellà     |              | x       |          |        |        |        |               |        |        |         |         |           |         |         |           |         |           |        |         |         |         |        |          |         |                 |          |       |               |           |  |
| Francès      |              |         |          | x      |        |        |               |        |        |         |         |           |         |         |           |         |           |        |         |         |         |        |          |         |                 |          |       |               |           |  |
| Grec         |              |         |          |        |        |        |               |        |        |         |         |           |         |         |           |         |           |        |         |         |         | x      |          |         |                 |          |       |               |           |  |
| Hindi        |              |         |          |        |        |        |               |        |        |         |         |           |         |         |           |         |           |        |         |         |         |        |          |         |                 |          | x     |               |           |  |
| Hongarès     |              |         |          |        |        |        |               |        |        |         |         |           |         |         |           |         |           |        |         |         | x       |        |          |         |                 |          |       |               |           |  |
| Indonesi     |              |         |          |        |        |        |               |        |        |         |         |           |         |         |           |         |           |        |         |         |         |        |          |         |                 |          |       |               | x         |  |
| Anglès       | x            |         |          |        |        |        |               |        |        |         |         |           |         |         |           |         |           |        |         |         |         |        |          |         |                 |          |       |               |           |  |
| Italià       |              |         |          |        | x      |        |               |        |        |         |         |           |         |         |           |         |           |        |         |         |         |        |          |         |                 |          |       |               |           |  |
| Japonès      |              |         |          |        |        |        |               |        |        |         |         |           |         |         |           |         |           |        |         |         |         |        |          |         |                 |          |       |               |           |  |
| Neerlandès   |              |         |          |        |        |        | x             |        |        |         |         |           |         |         |           |         |           |        |         |         |         |        |          |         |                 |          |       |               |           |  |
| Polonès      |              |         |          |        |        |        |               |        |        |         |         |           |         | x       |           |         |           |        |         |         |         |        |          |         |                 |          |       |               |           |  |
| Portuguès    |              |         |          |        |        | x      |               |        |        |         |         |           |         |         |           |         |           |        |         |         |         |        |          |         |                 |          |       |               |           |  |
| Romanès      |              |         |          |        |        |        |               |        |        |         |         |           |         |         |           |         |           |        |         |         |         |        |          | x       |                 |          |       |               |           |  |
| Rus          |              |         |          |        |        |        |               |        | x      |         |         |           |         |         |           |         |           |        |         |         |         |        |          |         |                 |          |       |               |           |  |
| Tagal        |              |         |          |        |        |        |               |        |        |         |         |           |         |         |           |         |           |        |         |         |         |        |          |         |                 |          |       |               |           |  |
| Tailandès    |              |         |          |        |        |        |               |        |        |         |         |           |         |         |           |         |           |        |         |         |         |        |          |         |                 |          |       |               |           |  |
| Tàmil        |              |         |          |        |        |        |               |        |        |         |         |           |         |         |           |         |           |        |         |         |         |        |          |         |                 |          |       |               |           |  |
| Telugu       |              |         |          |        |        |        |               |        |        |         |         |           |         |         |           |         |           |        |         |         |         |        |          |         |                 |          |       |               |           |  |
| Turc         |              |         |          |        |        |        |               |        |        |         | x       |           |         |         |           |         |           |        |         |         |         |        |          |         |                 |          |       |               |           |  |
| Ucraïnès     |              |         |          |        |        |        |               |        |        |         |         |           |         |         |           | x       |           |        |         |         |         |        |          |         |                 |          |       |               |           |  |
| Vietnamita   |              |         |          |        |        |        |               |        |        |         |         |           |         |         |           |         |           |        |         | x       |         |        |          |         |                 |          |       |               |           |  |

## El curs de català
El 20 de novembre de 2015 es va llançar la versió beta del curs de català per a parlants de castellà. Tres dies després ja hi havia 5.000 estudiants inscrits al curs. Es tracta d'una de les primeres llengües minoritzades que es poden aprendre mitjançant aquesta plataforma, juntament amb l'irlandès. En el futur està previst que es pugui aprendre la llengua catalana des d'altres llengües, així com aprendre altres llengües des del català. En el moment de llançament del curs, més de 13.000 persones ja s'havien mostrat interessades a aprendre'l. En la seva preparació va participar un equip de nou voluntaris, amb diferents perfils (filòlegs, traductors, enginyers...) coordinats pel metge i lingüista amateur Ferran Campillo. El curs no està pensat com un substitut, sinó com un complement del portal parla.cat. La Generalitat de Catalunya el considera "una bona eina de reforç per a l'aprenentatge del català". Després de cinc mesos en fase de proves, 27 d'abril de 2016 el curs va considerar-se estable en mantenir menys de tres errors o notificacions per cada 100 usuaris. En el moment del seu llançament com a curs estable, més de 80.000 usuaris havien utilitzat Duolingo per aprendre català.

## Duostories
Duostories és un projecte no oficial que tradueix les "històries" de Duolingo a moltes més llengües que les que accepta Duolingo per si mateix, també té llengües auxiliars, com Interlingue, i algunes llengües minoritàries, com l'asturià o el silesià, també té català. El projecte té l'aprovació de Duolingo però funciona de forma independent i sense cost per a Duolingo.
Les persones que volen crear un curs es reuneixen a Discord com a voluntaris per obtenir el permís de redactar, controlar les traduccions, fer canvis i activitats similars.

## Reconeixements i premis
El 2013, Apple va triar Duolingo com la seva aplicació d'iPhone de l'any, és la primera vegada que aquest honor és concebut a una aplicació educativa i va ser l'aplicació més descarregada en la categoria d'educació en Google Play el 2013 i el 2014.